# Lore Krajewski
Lore Krajewski (geb. Agatz, * 2. Juni 1921 in Berlin; † 14. Juli 2019 in Saarbrücken) war eine deutsche Architektin.

## Biografie
Krajewski war die Tochter des Bauingenieurs und späteren Hafenbaudirektor Bremens, Arnold Agatz. Ab 1940 studierte Krajewski als einzige Frau in ihrem Studiengang Architektur an der TH-Berlin-Charlottenburg sowie in Graz. Sie beendet ihr Studium als Diplom-Ingenieurin kurz vor dem Ende des Zweiten Weltkrieges am 1. April 1945. Unmittelbar nach dem Krieg arbeitete sie im Krankenhausbau in Tegernsee.
Seit Anfang 1946 war sie als Architektin im Hochbauamt Bremen beschäftigt. Aufgrund ihrer fehlenden Erfahrung wurde sie dort lediglich als technische Mitarbeiterin bezahlt. Während ihrer Zeit im Hochbauamt lernte sie ihren zukünftigen Ehemann, den Baurat Hans Krajewski, kennen. Gemeinsam zogen sie seine drei Söhne aus vorheriger Ehe auf.
Wie in den früheren Zeiten üblich, kündigte sie nach der Hochzeit ihre Stelle im Hochbauamt. Sie gründete als erste Frau in Bremen ein eigenes Architekturbüro. Dort arbeitete sie als freie Architektin, teilweise unter ihrem Mädchennamen Agatz, mit bis zu vier Mitarbeitern.
Krajewski wurde 1951 in den Bund Deutscher Architekten berufen.
Gemeinsam mit den Politikerinnen wie Elisabeth Loesche (DP, CDU), Agnes Heineken, Anna Klara Fischer, Anna Stiegler (SPD), Käthe Popall (KPD) und Irmgard Enderle (SPD) war sie beim Aufbau des Bremer Frauenausschusses beteiligt. So arbeiteten sie an Forderungen für den sozialen Wohnungsbau. Dieser umfasste 18 Punkte, darunter bauliche Maßnahmen um die Kräfte von Hausfrauen zu schonen. Die Resolution wurde 1953 der Öffentlichkeit vorgestellt.
1954 zog sie aufgrund eines Jobwechsels ihres Ehemanns nach Leverkusen. Er untersagte ihr nach dem Umzug einer neuen beruflichen Tätigkeit nachzugehen, da er fürchtete, dass es durch seine nun verantwortungsvollere Position Vorwürfe wegen Interessenskollisionen geben könnte, sodass Krajewski sich später ein Pferd kaufte und sich dem Reitsport widmete. Ihr letzter öffentlicher Auftritt im Rahmen des Frauenausschusses war im Januar 1955, wo sie Pläne zur Errichtung einer Wohnberatungsstelle in Bremen vorstellte. Krajewski arbeitete dann nur im Familien- und Freundeskreis als Architektin.
1959 zog die Familie nach Saarbrücken, in ein von Krajewski entworfenes Eigenheim, wo sie bis zu ihrem Tod wohnte.
Unter dem Titel Verschiedene Arten der Liebe zeigte das SR Fernsehen am 18. April 2022 einen 30 Minuten dauernden Film über ihr Leben.

## Werke

### Hapag-Lloyd-Pavillon
Dieser wurde 1951 fertiggestellt und umfasste 300 Quadratmeter. In dem Pavillon befanden sich ein Reisebüro sowie ein separater Verkaufsstand für Blumen, Zeitungen und Erfrischungen. Verbunden wurde beides mit einem weit vorkragenden abgerundeten Flachdach. Am Dach befand sich ein leuchtender Schriftzug der von der Straße am Wall und Herdentor sichtbar war. Aufgrund seiner Ästhetik und zentralen Lage ist das Gebäude in Erinnerung geblieben und wurde zur Ikone der bremischen Nachkriegsmodernen. Er wurde 1979 zu Gunsten der Erweiterung der Parkanlage Am Wall abgerissen.

### Weitere Werke
(Quelle: )
- Rekonstruktion des Kiefert-Wurstpavillon, Bremen 1951
- Ausstattung des Jugendheims Geschworenenweg in Bremen
- Hapag Lloyd Verkehrspavillon, Bremen 1951
- Wohn- und Geschäftshaus am Ostertorsteinweg, Bremen (vermutlich 1951)
- Schwesterschüllerinnenwohnheim des Roten-Kreuz-Krankenhauses, Bremen 1951, in Zusammenarbeit mit Richter und Kläner
- Entwurf im Wettbewerb Jugendherberge Bremen, 1953
- mehrere Zweifamilienhäuser für die Gewoba im Bremer Westen, 1953/54
- Haus Meedland, Langeoog, 1953, nicht in Gänze von ihr realisiert